# Christiane Kopp
Christiane Kopp (* 5. März 1968) ist ein deutsches Fotomodell und ehemalige Miss Germany.
Ende 1987 wurde sie als Miss Berlin zur Miss Germany 1987/88 der damaligen Miss Germany Company gewählt.
Im Jahr 1988 nahm sie an der Wahl zur Miss International in Gifu (Japan) teil.
| Vorgängerin                                                              | Amt                                                                            | Nachfolgerin                                                                  |
| ------------------------------------------------------------------------ | ------------------------------------------------------------------------------ | ----------------------------------------------------------------------------- |
| Miss Germany Company Dagmar Schulz Miss Germany Corporation Anja Hörnich | Miss Germany (Miss Germany Company) 1987 Miss Germany Cooperation Susann Stoss | Miss Germany Company Andrea Stelzer Miss Germany Corporation Nicole Reinhardt |

| Personendaten    | Personendaten                                |
| ---------------- | -------------------------------------------- |
| NAME             | Kopp, Christiane                             |
| KURZBESCHREIBUNG | deutsches Fotomodell sowie Schönheitskönigin |
| GEBURTSDATUM     | 5. März 1968                                 |